# Phineas Newborn
Phineas Newborn Jr. (* 14. Dezember 1931 in Whiteville, Hardeman County, Tennessee; † 26. Mai 1989 in Memphis, Tennessee) war ein US-amerikanischer Jazz-Pianist und -komponist, der bei stilistischer Vielfalt eine klangliche und rhythmische Leichtigkeit und einen immens vielfältigen Klang in seiner Musik besaß. Der Jazzkritiker und Jazzbuchautor Leonard Feather sagte von ihm 1964, er sei der größte lebende Jazzpianist.

## Leben
Newborn stammte aus einer musikalischen Familie und begann mit sechs Jahren das Klavierspiel. Sein Vater war Schlagzeuger, und Newborn erhielt Unterricht vom Pianisten der Band des Vaters. Weitere Studien an einer High School in Memphis folgten, und er eignete sich dort Kenntnisse diverser Blechblasinstrumente an. Er spielte noch zusätzlich Vibraphon. In der Armee spielte er auch noch verschiedene Saxophone.
1948/49 beendete Newborn seine musikalische Ausbildung, spielte mit dem Posaunisten Jimmy Cleveland und studierte noch ein Jahr am LeMoyne College in Memphis. In dieser Zeit spielte er auch mit Louis Smith. Er spielte schon 1950/52 bei Lionel Hampton und 1953 bei Willis Jackson und war dann in Rhythm-and-Blues-Bands tätig. Seine Wehrdienstzeit dauerte von 1953 bis 1955. Er spielte danach in der Rhythm’n Blues Band seines Vaters, mit seinem Bruder Calvin an der Gitarre.
Newborn hatte eine ausgeprägte Abneigung, für den Musikberuf Memphis zu verlassen. Nachdem Count Basie auf ihn aufmerksam geworden war und sein Debüt in New York initiierte, gibt es die Anekdote, dass Basie ihn zu einem Konzert in Brooklyn auf die Bühne schleifte und zu einem außer Programm stehenden Auftritt nötigte. Mit vierundzwanzig Jahren hatte Newborn einen persönlich und jazzstilistisch völlig ausgereiften Klang, der in seiner Vielfältigkeit bis heute nicht wiederholt wurde. Er spielte dann dennoch 1955/56 mit einer eigenen Band, etwa 1956 im Trio mit Oscar Pettiford und Kenny Clarke oder im Quartett, in dem Pettiford und Clarke oder Philly Joe Jones und George Joyner die Rhythmusgruppe bildeten und sein Bruder Calvin Gitarre spielte. Er spielte 1957/8 bei Charles Mingus im Soundtrack zum Film Shadows von John Cassavetes. 1958 tourte er mit Jazz from Carnegie Hall (mit J. J. Johnson, Kai Winding, Zoot Sims, Lee Konitz, Red Garland, Kenny Clarke und Oscar Pettiford) durch Europa (unter anderem England und Stockholm) und spielte mit eigenem Trio mit italienischen Musikern in Rom. 1959 war er mit den Mills Brothers in Europa. Von 1958 bis Anfang der 1960er Jahre spielte er mit eigenem Trio, dem auch die Schlagzeuger Roy Haynes und Philly Joe Jones zeitweise angehörten. Gesundheitliche Probleme unterbrachen immer wieder seine Karriere. Nach einer Unterbrechung Ende der 1960er Jahre kehrte er Mitte der 1970er in die Musikszene zurück. Er spielte unter anderem auch mit Howard McGhee und Teddy Edwards.

## Seine Musik
Newborns Stil ist der des modernen Swingpianisten des Jazz nach dem Bebop. Dabei erweiterte er den Swing auf die durch den Bebop gewonnenen Möglichkeiten. Wie Newborns Klang an den des frühen Oscar Peterson erinnerte, so spielte er auch mit dessen Bassisten Ray Brown und dem Schlagzeuger Coltranes Elvin Jones. Als seinen Einfluss nannte er Art Tatum. Charakteristisch für Newborn war der Gebrauch von parallelen Oktaven für rasend schnelle Läufe, jeweils verteilt auf die linke und rechte Hand. Des Weiteren benutzte er virtuos ähnlich George Shearing eine vervollkommnete Block-Akkord Spielweise, einer Imitation des 5-stimmigen Saxophonsatzes der Swing-Bigband, in der die linke Hand den Melodieton eines vierstimmigen Voicings der rechten Hand eine Oktave darunter verdoppelt.
Newborn hatte eine kräftige sichere Begleitung der linken Hand, durchdachte Mittelstimmen, leichte Melodien und freie Spielfiguren, schwere Bassfiguren, rhapsodische Einschübe, und querende expressionistische Passagen. Sein Stil klingt einerseits altertümlich, andererseits machte er daraus einen Vorteil, indem er darauf eine Melodie- und Themenimprovisation aufbaute, die sich in Gebiete vorwagt, die andere Pianisten nicht kannten.
Sein Stil stand am Anfang einer Entwicklung des Jazzklaviers, das Komposition mit afroamerikanischer Ausdrucksfähigkeit, geprägt durch Gospel, Blues, Soul und Rhythm and Blues, zusammenführt. Es finden sich Boogie, Stridepiano, Rhapsodisches, Verspieltes, Leichtigkeit des Gospel, ansatzweise Erdigkeit des Blues mit europäischer kompositorischer Genauigkeit verbunden.
Man kann seinen abwechslungsreichen Blockakkordstil beispielsweise auf Cheryl auf A World of Piano! über zwei Chorusse hören.
Newborns Klaviermusik ist verhältnismäßig unbekannt, aber viele heute bekannte Musiker stehen in engem Kontakt zu seinem Spiel, darunter der Marsalis-Clan und der Trompeter und Komponist Terence Blanchard. Er wird in Künstlerkreisen sehr geschätzt. Die Jazzpianisten James Williams, Donald Brown, Harold Mabern, Mulgrew Miller, Geoff Keezer beriefen sich explizit auf ihn. Sein Stil war ein unabhängiger Ansatz, afroamerikanische Kreativität gleichberechtigt zu europäischer Kultur in die Musik einzubringen. Deshalb komponierte zum Beispiel George Shearing das Stück She (She Means Everything To Me) für Newborn. Was er anfing, ist ein zuverlässiges äußerst belastbares Fundament, das heute wieder vermehrt weiterentwickelt wird.

## Diskografieauswahl
- Phineas Rainbow, RCA Jazz Classics 1995, aufgenommen 1956, mit auch Latinperkussion
- We Three 1958, mit Roy Haynes, Paul Chambers
- The Newborn Touch, Contemporary Records/OJC, 1963
- Harlem Blues, Contemporary, mit Ray Brown, Elvin Jones
- A World of Piano!, 1961
- Send Me Somebody to Love in derselben Besetzung, Contemporary
- Phineas Is Back, Pablo Records